# Dunton Green
Dunton Green est une paroisse civile et un village du Kent, en Angleterre.